# Beira Grande
Beira Grande is een plaats (freguesia) in de Portugese gemeente Carrazeda de Ansiães en telt 194 inwoners (2001).